# Shōji

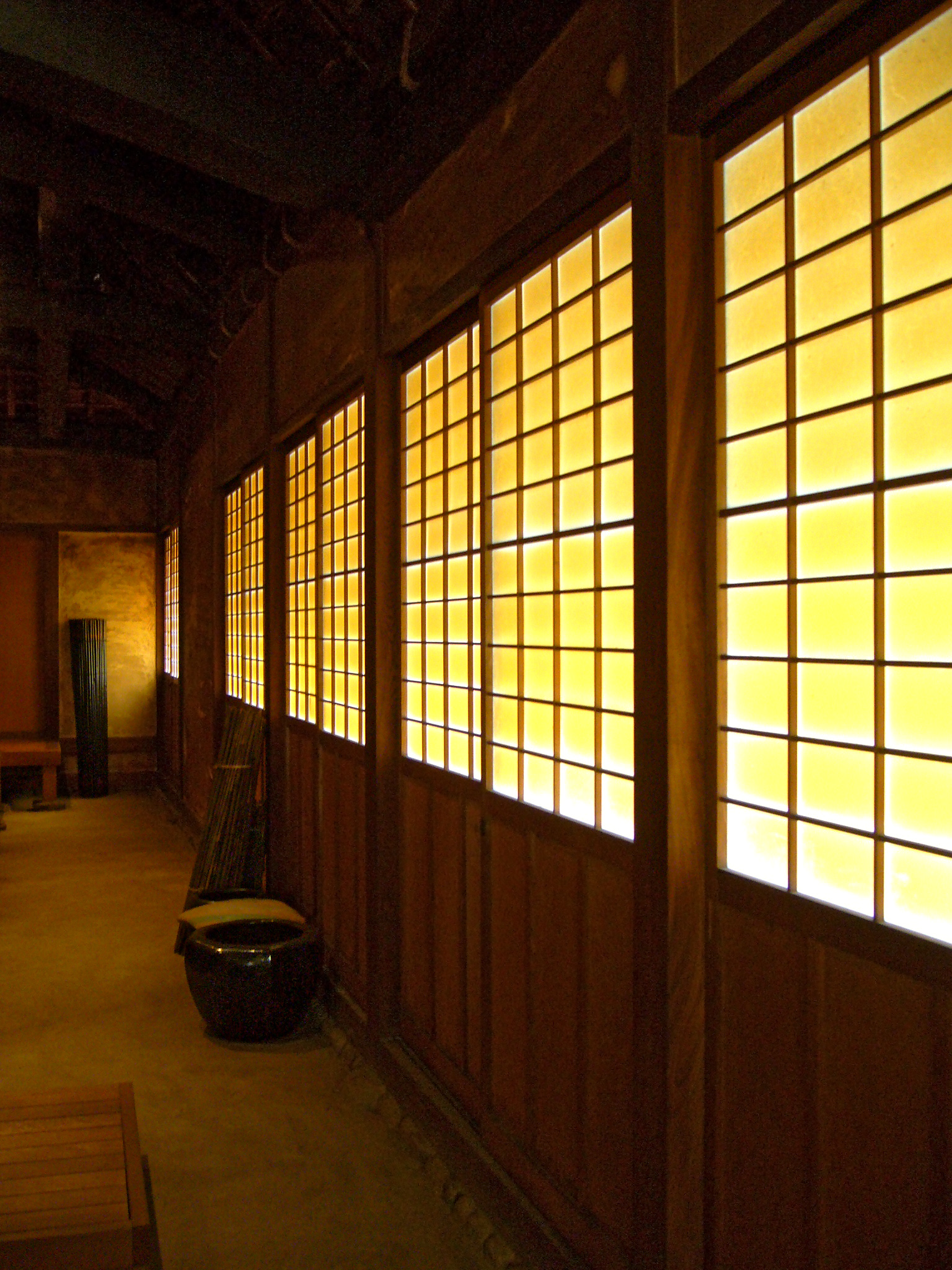
Paroi en shōji.

Dans l'architecture traditionnelle japonaise, un shōji (障子) est une paroi ou une porte constituée de papier washi (和紙) translucide monté sur une trame en bois (qui peut avoir une structure complexe, inspirée du Kumiko).
Les shōji sont généralement conçus comme des portes coulissantes, économisant ainsi l’espace qui serait nécessaire pour une porte à charnière. Le shōji est utilisé autant dans les maisons traditionnelles que celles de type occidental, et particulièrement en washitsu, et sont considérées maintenant au Japon comme nécessaires pour « avoir l'air japonais ».
Dans le Japon ancien, à l'époque de Heian, le terme shōji ou fusuma no shōji désignait une cloison coulissante (fusuma) en bois ou papier peint, et ce n'est qu'à l'époque de Kamakura qu'il prend son sens définitif. Le fusuma désigne donc les parois pleines tandis que le shōji désigne les parois translucides.
L'apparition du shōji remonte au XIIIe siècle. Dans la maison japonaise traditionnelle, l'espace intérieur est modulé grâce à ces cloisons de papier résistant et bois. Les panneaux translucides font également office de portes pour les grandes ouvertures sur le jardin, prolongement naturel de la construction. Ils sont le lien entre le dedans et le dehors. Vu de l'intérieur de la maison, le jardin traditionnel japonais apparaît alors comme un tableau en trois dimensions.
Dans son livre sur l'esthétique japonaise, Éloge de l'ombre, le grand écrivain japonais Jun'ichirō Tanizaki explique le rôle des shōji dans les jeux d'ombres et de lumières de l'architecture traditionnelle japonaise.